# L'uomo che non voleva morire
L'uomo che non voleva morire è un film per la televisione, prodotto nel 1989 ma trasmesso nel 2007, diretto da Lamberto Bava.
Fa parte del ciclo "Alta Tensione" prodotto da Reteitalia per le reti Fininvest, insieme a Il maestro del terrore, Il gioko, Testimone oculare.
Il film è rimasto del tutto inedito al pubblico fino al 2007.

## Trama
Una banda di ladri organizza una rapina per rubare dei quadri di valore contenuti in una villa. Riusciti ad entrare nell'abitazione, legano e imbavagliano i padroni di casa. Uno dei ladri violenta la signora, ma il custode riesce a colpirlo con gli scarponi, ferendolo alla testa. I complici lo trascinano via e cercano di sbarazzarsi del suo corpo, pensando che sia vicino a morire. L'uomo viene abbandonato agonizzante nella boscaglia, ma questi riesce a sopravvivere e mediterà vendetta contro di loro.

## Distribuzione
Come tutti i film della serie "Alta Tensione", anche la messa in onda de L'uomo che non voleva morire venne bloccata a causa degli elevati livelli di violenza presenti. Dopo 10 anni, nell'estate del 1999, vennero trasmessi per la prima volta su Italia 1 gli altri tre film che compongono la serie, ma questo venne saltato e in seguito mai mandato in onda da Mediaset.
Questo mancato passaggio televisivo lo ha di fatto reso il film più raro della serie. Rimase infatti inedito per ben 18 anni, fino al 23 dicembre 2007 giorno in cui il canale satellitare Fantasy di Sky lo mise in palinsesto con alcune repliche nei mesi successivi.
Non esiste nessun DVD né videocassetta.

## Cast tecnico
Ferzan Özpetek è accreditato come aiuto regista.